# Kapucynka oliwkowa
Kapucynka oliwkowa (Cebus olivaceus) – gatunek ssaka naczelnego z podrodziny kapucynek (Cebidae) w obrębie rodziny płaksowatych (Cebinae) występujący w lasach Ameryki Południowej.

## Zasięg występowania
Zasięg występowania kapucynki oliwkowej jest być może ograniczony do dorzecza wenezuelskiej Amazonki od górnego biegu rzeki Orinoko i przez sawannę wokół Orinoko powyżej ujścia rzeki Meta, tak daleko na północ i zachód jak Serranía de Perijá i wenezuelskiej części Cordillera de la Costa (pas przybrzeżny), do lewego brzegu rzeki Essequibo w zachodniej Gujanie, w lasach Wyżyny Gujańskiej. Niewielkie populacje z wyspy Margarita u wybrzeży Wenezueli sprowadzone tam jako zwierzęta domowe żyją teraz na wolności.

## Taksonomia
Gatunek po raz pierwszy naukowo opisał w 1848 roku niemiecko-brytyjski przyrodnik i podróżnik Robert Hermann Schomburgk nadając mu nazwę Cebus olivaceus. Jako miejsce typowe odłowu holotypu wskazał południowe podnóże góry Roraima (około 04°57’N, 61°01’W), na wysokości 3100 stóp (930 m), stanie Bolívar, w Wenezueli.
We wcześniejszych opracowaniach w obrębie C. olivaceus wyróżniano dwa podgatunki (olivaceus i castaneus), ale badania filogenetyczne oparte na okazie z Gujany wykazały, że są to oddzielne gatunki, których drogi rozwojowe rozeszły się około 700 000 lat temu. Autorzy Illustrated Checklist of the Mammals of the World uznają ten takson za gatunek monotypowy.

### Etymologia
- Cebus: gr. κηβος kēbos „długoogoniasta małpa”[9].
- olivaceus: nowołac. olivaceus „oliwkowo-zielony, oliwkowy”, od łac. oliva „oliwa”[10].

## Morfologia
Długość ciała (bez ogona) 37–46 cm, długość ogona 45–55 cm; masa ciała samic 2,3–3 kg, samców 3–4,2 kg. Kapucynki są białobrązowe, z czarnoszarym wzorem na głowie. Ich ciała mierzą ok. pół metra, ogon mierzy niemal drugie tyle.

## Tryb życia
Kapucynki oliwkowe żyją w stadach składających się z 10–33 osobników. Są terytorialne, ale nie bronią swojego terenu w okresie rozrodu – na jednym obszarze może żyć kilka stad. Z obcymi stadami rywalizują jednak o żywność i dostęp do wody. Są wszystkożerne, żywią się owocami, orzechami, nasionami, kwiatami, ale także owadami, jajami, niewielkimi ptakami i ssakami.

## Rozmnażanie
Kapucynki są poligamiczne – jeden samiec kopuluje z wieloma partnerkami. Sezon godowy trwa od września do lutego. Samica po trwającej ok. 5 miesięcy ciąży rodzi jedno młode, które następnie karmi mlekiem przez 1,5–4 miesiące. Samce osiągają dojrzałość płciową po 8 miesiącach, samice po pięciu. Kapucynki oliwkowe mogą żyć do 55 lat, ale zazwyczaj dożywają 35.

## Relacje z ludźmi
Kapucynki oliwkowe są przez niektórych ludzi uważane za dobry materiał na zwierzęta domowe. Są inteligentne i chętnie uczą się nowych sztuczek. Jednak m.in. ze względu na swoje skłonności niszczycielskie większość udomowionych osobników po pewnym czasie jest oddawana do ogrodów zoologicznych.